# Rincão dos Meotti
Rincão dos Meotti é um dos quatorze distritos rurais do município brasileiro de Santo Ângelo, no Rio Grande do Sul. Situa-se a leste do território do município.
Faz divisa com os distritos de Comandaí e Rincão dos Mendes e com os municípios de Catuípe e Entre-Ijuís. O distrito possui 202 habitantes, de acordo com o censo de 2010.